# Игры патриотов (роман)
«Игры патриотов» (англ. Patriot Games) — роман-триллер американского писателя Тома Клэнси. Опубликован в июле 1987 года. Непрямой сиквел романа «Без сожалений» и хронологически первый роман в серии о Джеке Райане, главном герое большинства романов Клэнси. В романе повествуется о противостоянии Райана, британских и американских спецслужб с ирландской террористической организацией «Армия освобождения Ольстера». 5 июня 1992 года вышел фильм по сюжету романа. 

## Создание романа
Клэнси полностью отошёл от двойственного восприятия отрицательных героев, присущего шпионским Джона Ле Карре, Лена Дейтона, и Роберта Ладлэма. Согласно эссе Марка Черазини о романе «Отвращение Тома Клэнси к террористам настолько резкое и пронзительное, что ощущается физически», «Понятное отношение автора к своим злодеям вполне буржуазное, нет ни тени симпатии к этим ирландским „патриотам“».
Считается, что источником вдохновления романа послужил жанр готического хоррора, террористы АОО описаны как «извращённые политические неудачники», прибегающие к политическому насилию в духе графа Дракулы и его семьи, как и другие готические элементы, как присутствие принца Уэльского и его супруги.
Клэнси начал работу над романом в 1979 году, вместе с другими романами, которые позднее были опубликованы «Охота за „Красным Октябрём“» (1984) и «Кремлёвский кардинал» (1988). Он сказал о своей страсти к аккуратности в деталях: «Когда я был в Лондоне, работая над романом «Игры патриотов» то провёл 20 часов в прогулках с камерой, планшетом и магнитофоном по улице Мэлл, просто подгоняя свою первую главу, чтобы убедиться, что всё произойдет именно так, как я написал. Потом, когда я привёл туда своих детей, я сказал им: «Это дерево, за которым Джек Райан спрятал свою жену и дочь а вот дорога по которой убежали плохие парни. Я чувствовал моральный долг перед своими читателями, чтобы это выглядело правильно. В страховом бизнесе вы должны обращать внимание на детали, в противном случае клиент может потерять всё. Врач должен делать это, полицейский, пожарный, почему не писатель?» Хотя Клэнси критиковали за внимание к деталям сам он считает «Игры патриотов» своим лучшим произведением.   
Говоря о последней сцене, где Джек Райан целится в главного злодея Шона Миллера Клэнси отмечает: «Из всех письмах, которых я получил по поводу романа ни в одном не говорилось «он должен был убить маленького ублюдка». Лично я так бы и сделал. Ты причинил вред моим детям и я прикончу тебя. Ты не смеешь тронуть моих детей. Но я не Джек Райан. Он должен держать себя в руках. Он должен играть по правилам.»

## Описание сюжета
Джон «Джек» Райан, молодой преподаватель-историк военно-морской академии США, приезжает в Лондон с женой и дочерью, чтобы провести отпуск и собрать материал для своей книги. Он становится свидетелем террористического акта среди бела дня на лондонской улице. Райан нейтрализует одного террориста и завладев его пистолетом пристреливает другого, получив при этом тяжёлое ранение в плечо. Находясь в больнице  он узнаёт, что спас принца Уэльского, его жену и ребёнка от ирландских террористов. Один из террористов Джон Макрори убит, второй Шон Миллер ожидает суда. Королева производит Райана в рыцари. Один из руководства ИРА встречается с инспектором Эшли в Дублине и уверяет, что нападение совершила группа отщепенцев ИРА под названием «Армия освобождения Ольстера» (АОО). Райан выступает свидетелем на суде, который приговаривает Миллера к пожизненному заключению.  
Райан возвращается в Аннаполис. Миллера тайно перевозят на остров Уайт, но террористы АОО захватывают паром и освобождают товарища. Британцы понимают, что у террористов есть информатор на самом верху. Террористы приезжают в лагерь в пустыне Сахара и приступают к интенсивным тренировкам. В США прибывает спикер ИРА Падди О’Нил с целью сбора средств у американских ирландцев. АОО решает сорвать эту кампанию. Террористы АОО при поддержке местной радикальной террористической негритянской группы «Движение» Алека Доббинса устраивают нападение на Райана и его семью. Бдительная охрана Академии разоружает террориста, караулившего Райана, но другие обстреливают на трассе машину его жены, избегая обстрела она попадает в аварию, дочь Райана сильно пострадала. Один из руководителей ЦРУ адмирал Грир, заинтересовавшийся трудами Райана, предлагает ему поработать аналитиком на ЦРУ. Райану удаётся выследить на спутниковых фотографиях лагерь французской группы Action directe, после чего французские парашютисты берут террористов в плен. Благодарные французы совершают налёт на лагерь АОО, вычисленный Райаном, но террористы уже покинули его. Райан окончательно переходит в ЦРУ.  
Принц Уэльский и его супруга приезжают в США и тайно посещают уединённый дом Райана стоящий на неприступной скале у берега моря. Террористы АОО высаживаются у скалы а негры «Движения» под видом электриков проезжают через кордоны и устанавливают лестницу. Первая группа Шона Миллера захватывает Райана и его гостей, но британские и американские агенты оказывают отчаянное сопротивление второй группе, что вынуждает Миллера отправиться на подмогу. Спрятавшийся друг Райана капитан Робби Джексон подбирает ружьё Райана и расстреливает террористов, оставшихся на страже пленников. Райан и его гости захватывают лодки на которых приплыли террористы и плывут к причалу Академии. Разъярённый Шон Миллер в ответ на едкое замечание расстреливает Доббинса и негров и бросается в погоню. Однако охрана Академии отбивает нападение ирландцев, после чего бросается в погоню и захватывает судно террористов. Информатор АОО кончает с собой.

## Отзывы
2 августа 1987 года роман после его выхода занял первое место в списке бестселлеров газеты The New York Times. В следующем году было продано свыше 1.063.000 экземпляров в жёсткой обложке. В последующий год было продано свыше 1.063.000 экземпляров в жёсткой обложке.
Роман получил в основном положительные отзывы. Газета The New York Times восхваляла роман как «мощную работу в жанре популярной фантастики, перед его сюжетом хотя и неправдоподобным, невозможно устоять, его эмоции всеобщи». Тем не менее, в журнале обзоров Kirkus Reviews был напечатан смешанный вердикт: «Захватывающие погони и перестрелки, а также множество королевских исполнений желаний; но без военно-морской достоверности, чтобы поддержать прозу, Клэнси - рыба без воды».

## Экранизация
5 июня 1992 года вышел одноимённый фильм. Главную роль Джека Райана сыграл Харрисон Форд, Шона Миллера сыграл Шон Бин. Фильм стал сиквелом предыдущего фильма 1990 года «Охота за „Красным Октябрём“», хотя на самом деле роман «Охота за „Красным Октябрём“» является сиквелом «Игр патриотов». Принц Уэльский и его супруга были заменены на лорда Холмса, двоюродного брата королевы, государственного секретаря по Северной Ирландии. Две недели фильм занимал первое место в мире и в итоге собрал 178.051.587 долларов по мировым кассовым сборам Он получил в целом положительные отзывы и получил 73% -ную оценку на Rotten Tomatoes на основе 33 отзывов..
Клэнси раскритиковал фильм за сильный отход от сюжета романа и заявил: «Я не люблю есть грязь и не собираюсь есть её от этих господ», «В киносценарии есть только одна, может быть две сцены, соответствующие событиям книги». Позднее Клэнси добавил: «Есть фильм „Игры патриотов“, где используются мои персонажи, но не мой роман». В итоге Клэнси попросил, чтобы его фамилия была убрана из рекламы фильма, но в то же время пошёл на противоречащий ход вступив в переговоры с той же студией (Paramount Pictures) о продаже прав на экранизацию другого романа «Все страхи мира» (1989). Когда этот фильм вышел в прокат в 2002 году автор охладел к идее экранизации своих произведений.